# Haversham
Ne doit pas être confondu avec Heversham.
Haversham est un village du Buckinghamshire, en Angleterre.